# Serra de les Piques
La Serra de les Piques és una serra situada entre els municipis d'Avinyonet del Penedès i Olesa de Bonesvalls a la comarca de l'Alt Penedès i d'Olivella a la comarca del Garraf, amb una elevació màxima de 418 metres.